# Saturn Bomberman Fight!!
Saturn Bomberman Fight!! es un videojuego de la saga Bomberman para Sega Saturn publicado por Hudson Soft en 1997. Es el segundo título de Bomberman para la Saturn, y fue lanzado solamente en Japón.